# James Hepburn

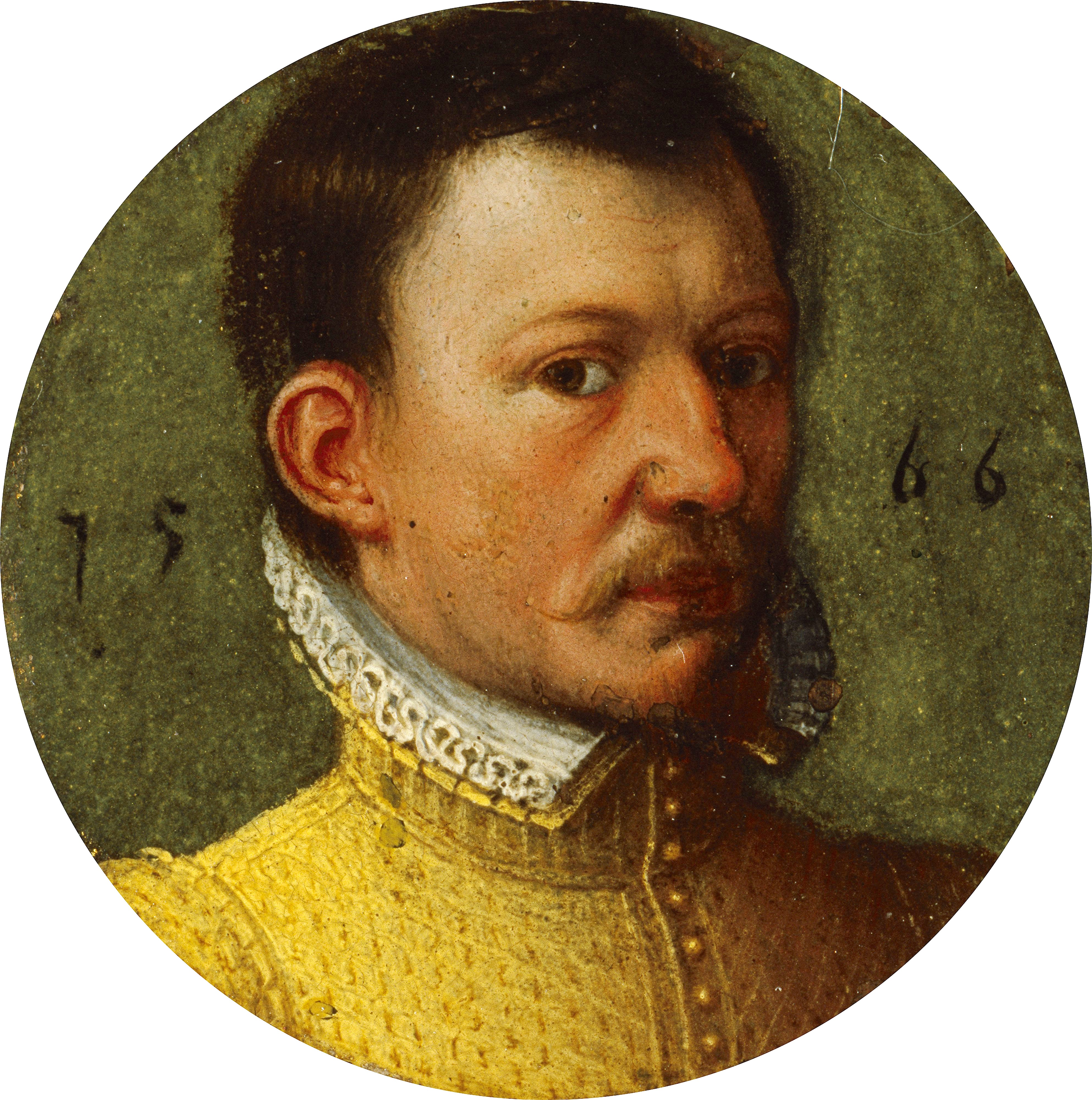
James Hepburn

James Hepburn duce de Orkney, al patrulea conte de Bothwell (n. c. 1535 -1535) - d. 14 aprilie 1578, Dragsholm, Danemarca) a fost Mare Lord Amiral ereditar al Scoției. Este cunoscut în special datorită căsătoriei sale cu Maria Stuart, regina Scoției, ca al treilea soț și ultimul al acesteia. Mariajul său cu Maria a fost foarte controversat și a împărțit țara în două. El a fost acuzat de moartea celui de al doilea soț al Mariei Henry Stuart, Lord Darnley, dar a fost declarat nevinovat de către tribunal.
Când a fugit din răscoala împotriva Scandinaviei a fost arestat în Norvegia și și-a trăit restul vieții în castelul Dragsholm din Danemarca, unde a fost prizonier.